# Lennart Lindgren (läkare)
Claës Lennart Lindgren, född 4 november 1915 i Karlshamn, död 19 november 2001 i Danderyds församling, , var en svensk läkare. 

## Biografi
Lindgren, som var son till telegrafkommissarie Knut Lindström och Ellen Carlström, blev efter studentexamen i Göteborg 1936 medicine kandidat 1939, medicine licentiat 1944 och medicine doktor 1955 på avhandlingen The lower parts of the uterus during the first stage of labour in occipito-anterior vertex presentation, allt i Stockholm. 
Lindgren var docent i obstetrik och gynekologi vid Karolinska institutet 1956–1961 och 1968 och vid Umeå universitet 1961–1968. Han innehade olika läkarförordnanden 1944–1950, var underläkare vid kvinnokliniken på Sabbatsbergs sjukhus 1950–1960, på Karolinska sjukhuset 1961, klinisk lärare och biträdande överläkare vid kvinnokliniken på Umeå lasarett 1961–1967, överläkare och styresman på Allmänna barnbördshuset 1967–1975 samt överläkare och chef för kvinnokliniken på Sankt Eriks sjukhus 1976–1981. Han författade skrifter i obstetrik och gynekologi.
Lindgren intresserade sig för medicinhistoria och var redaktör för den minnesbok som gavs ut vid Allmänna BB:s 200-årsjubileum 1975.

### Familj
Lennart Lindgren var gift med Maj Levander-Lindgren (1917–1997). Deras liv och yrkesområden var inflätade i varandra under ett långt gemensamt liv, något som beskrivs i den gemensamt skrivna boken I kopparormens tecken som Lennart Lindgren färdigställde kort efter hustruns död.